# Melanterit
Melanterit je mineralna oblika hidratiziranega  železovega(II) sulfata s kemijsko formulo FeSO4 • 7H2O. Mineral je železov analog bakrovega sulfata halkantita. O odcepitvijo dveh molekul vode se pretvori v siderotil. Melanterit je sekundarni mineral, ki nastaja z oksidacijo primarnih sulfidnih mineralov, na primer pirita in markazita, v okoljih, ki so blizu Zemljine površine. Pogosto se pojavlja kot inkrustacija v opuščenih rudniških rovih. Pojavlja se tudi v rudnikih premoga in lignita, ki so izpostavljeni vlažnemu zraku, redko tudi kot sublimat v okolici vulkanskih fumarol. Spremljajoči minerali so pizanit, halkantit, epsomit, pikeringit, halotrihit in drugi sulfatni minerali.
Mineral je bil prvič opisan leta 1850.
V Sloveniji so melanterit našli v Litiji, na pobočju Kope nad dolino Kamniške Bistrice, v Šentjanžu, Radečah, Trbovljah, Zagorju in Veliki Ligojni pri Vrhniki.